# 約翰·凱西克
小約翰·理查德·卡西奇（英語：John Richard Kasich Jr.，1952年5月13日—），曾任俄亥俄州第69任州長。2010年首任，並於2014年連任。
卡西奇曾任九屆美国众议院議員，為俄亥俄州第十二选区代表，任期由1983年至2001年止。在眾議員任內，卡西奇擔任了18年的軍事委員會委員，以及6年的預算委員會主席。他是推動福利改革與1997年平衡预算法案等法案的重要人物。
2001年至2007年間，卡西奇曾在福斯新聞頻道擔任評論員，並主持過《凱西克的心脏地带》節目。他亦曾為投资银行家、雷曼兄弟位於俄亥俄州哥倫布辦公室的董事总经理。
在競選俄亥俄州州長的選舉中，卡西奇擊敗了民主黨現任州長史垂克蘭。2014年爭取連任時，以壓倒性優勢擊敗民主黨對手費茲傑羅。
2015年7月，卡西奇宣布競選2016年美國總統選舉共和黨初選。

## 外部連結
- Kasich to announce 2016 presidential race plans July 21
- 約翰·卡西奇州長 （页面存档备份，存于）政府官方網頁
- 約翰·卡西奇州長競選網頁 （页面存档备份，存于）
- Notable Names Database上的約翰·凱西克
- 中的“約翰·凱西克”
- C-SPAN內的頁面（英文）

聯邦眾議員（1983－2001）
- 美國國會國家人物傳記大辭典中的傳記
- 由華盛頓郵報維護的投票記錄
- Congressional profile at GovTrack
- Congressional profile at OpenCongress
- Financial information at OpenSecrets.org
- 聯邦選舉委員會中的競選財務報告和數據

| 美国众议院                            | 美国众议院                                         | 美国众议院                                        |
| ------------------------------------- | -------------------------------------------------- | ------------------------------------------------- |
| 前任者： 鮑伯·沙曼斯基                | 俄亥俄州參議院第十五選區 眾議院議員 1983年－2001年 | 繼任者： 帕特·蒂貝里                              |
| 前任者： 馬丁·奧拉夫·薩博             | 眾議院預算委員會主席 1995年－2001年                | 繼任者： 吉姆·尼斯勒                              |
| 政党职务                              |                                                    |                                                   |
| 前任者： 肯·布萊克韋爾                | 俄亥俄州州長共和黨被提名人 2010年、2014年          | 最新的                                            |
| 官衔                                  |                                                    |                                                   |
| 前任者： 特德·斯特里克蘭              | 俄亥俄州州長 2011年－                              | 現任                                              |
| 美國排位名單                          |                                                    |                                                   |
| 前任者： 乔·拜登 為副总统             | 美國排位名單 俄亥俄州以内                          | 繼任者： 举办城市的市长                           |
| 前任者： 乔·拜登 為副总统             | 美國排位名單 俄亥俄州以内                          | 繼任者： 其它情况下：約翰·博納 作為美國眾議院議長 |
| 前任者： 比尔·哈斯拉姆 為田納西州州長 | 美國排位名單 俄亥俄州以外                          | 繼任者： 鮑比·金達爾 為路易斯安那州長             |